# Zaljev Kresta
Zaljev Kresta (rus. Залив Креста; Zaliv Kresta) je veliki zaljev Anadirskog zaljeva na južnoj obali Čukotskog poluotoka, na ruskoj pacifičkoj obali. Administrativno je dio Iultinskog rajona Čukotskog autonomnog okruga.

## Geografija
Zaljev Kresta otvoren je prema jugu; dugačak je skoro 100 km, a širok prosječno oko 43 km. Unutar zaljeva se nalaze dvije uvale i obalna laguna od mora ograđena pješčanom prevlakom.
Zaljev Kresta danas je turistička destinacija. Zračna luka Zaljev Kresta, koju opslužuje Chukotavia, nalazi se uz Egvekinot, malu luku u zaljevu.

## Povijest
Ovaj je zaljev prvi istražio ruski pomorac grof Friedrich Benjamin von Lütke 1828. godine.

## Vanjske poveznice
- Močvarice u uvali Kresta